# Saurian
Saurian es un juego simulador de supervivencia desarrollado y publicado por Urvogel Games, centrándose en la simulación con precisión el ecosistema natural de la Formación Hell Creek en un formato interactivo, donde los jugadores toman el control de un dinosaurio. El juego utiliza el motor Unity como base, y se lanzó en el lanzamiento de Early Access el 31 de julio de 2017. El juego está programado para su lanzamiento en Microsoft Windows y MacOS a través de Steam, con una versión de Linux que se desarrollará después de la finalización.

## Jugabilidad
Saurian es un juego de simulación de supervivencia ambientado en un entorno de mundo abierto donde el jugador toma el control de uno de los seis dinosaurios (Tyrannosaurus, Triceratops, Dakotaraptor, Pachycephalosaurus, Anzu y Ankylosaurus desde una perspectiva en tercera persona.) e intentar sobrevivir dentro de un entorno científicamente exacto basado en evidencia fósil de la Formación Hell Creek. Comenzando como una cría, el jugador debe evitar a los depredadores y manejar su sed, hambre y resistencia sabiamente para alcanzar la madurez y reproducirse. El mundo está poblado por dinosaurios controlados por inteligencia artificial, que responden a la mecánica del juego de la misma manera que lo hacen los jugadores. Los jugadores podrán personalizar los rasgos físicos y de patrones de sus dinosaurios, y podrán jugar con variantes genéticas, como el albinismo y el melanismo. Estas variantes genéticas tendrán el mismo impacto en el juego que en los animales de la vida real. También se planifica un modo espectador, que permite a los jugadores explorar el mundo del juego sin los desafíos de su mecánica de simulación de supervivencia. La realidad virtual también está en desarrollo debido a la financiación sustancial de la campaña. Tanto la fauna como la flora de Saurian se desarrollaron con la guía de expertos paleontológicos y anatómicos líderes, incluidos la Dr. Victoria Arbor, Robert DePalma, el Dr. Denver Fowler, el Dr. John R. Hutchinson, el Dr. Ali Nabavizadeh, el Dr. Matt Wedel y el Dr. Gregory Wilson. Dakotaraptor será el primer y único animal jugable disponible cuando el juego se lance por primera vez a Early Access en Steam. Los cinco dinosaurios jugables restantes se agregarán de la siguiente manera: Triceratops, Pachycephalosaurus y Tyrannosaurus en Early Access, con Anzu y Ankylosaurus a partir de entonces. Tenga en cuenta que los objetivos de estiramiento no se implementarán hasta que se complete el juego base.

### Tyrannosaurus rex
Tyrannosaurus rex es el depredador del vértice de Hell Creek. Debido a sus grandes necesidades de alimentos, el Tyrannosaurus adulto requerirá vastos territorios, que defenderán con agresión fuera de la temporada de apareamiento. Durante la temporada de apareamiento, los machos y las hembras se buscan e intentan cortejar a través de sonidos de baja frecuencia y pantallas de apareamiento. Los machos solos observarán el nido y brindarán un cuidado parental extenso a sus crías. Una vez que los jóvenes crecen lo suficiente, parten solos y forman grupos que se disipan a medida que los animales se acercan a la edad adulta. Los adultos y los juveniles perseguirán diferentes presas. Los adultos, que son más lentos y más poderosos, preferirán presas blindadas y más grandes. En contraste, los juveniles veloces se enfocarán en presas más pequeñas, más rápidas y menos protegidas.

### Triceratops prorsus
Triceratops prorsus es actualmente el herbívoro jugable más grande planeado para Saurian. Los triceratops masculinos y femeninos tendrán un juego distinto y patrones de volantes entre sí. Los triceratops machos serán solitarios y territoriales, y solo tolerarán hembras dentro de su territorio. En contraste, las Triceratops femeninas se asociarán en grupos sueltos y brindarán cuidado parental a los nidos y las crías. Triceratops inmaduros intentará usar adultos como un escudo contra los depredadores. Los adultos serán presas peligrosas debido a su armamento natural (su único depredador natural es un Tyrannosaurus rex adulto)), que ambos sexos también utilizarán para resolver disputas intraespecíficas sobre alimentos, territorio y otras necesidades. Triceratops tendrá una amplia gama de opciones de navegación; sin embargo, los bordes del bosque le ofrecerán el mejor forraje.

### Pachycephalosaurus wyomingensis
Pachycephalosaurus wyomingensis es actualmente el herbívoro jugable más pequeño planeado para Saurian. Debido a su vulnerabilidad en comparación con los otros herbívoros de Hell Creek, a los jugadores que eligen Pachycephalosaurus les irá mejor si se adhieren a las áreas más densamente boscosas del mapa para evitar encontrarse con Tyrannosaurus adultos . Es capaz de defenderse contra Dakotaraptor y Tyrannosaurus juvenilcon su cabeza abovedada y cola espinosa. Su famosa cabeza abovedada también sirve como arma en una competencia intraespecífica y para desviar el follaje mientras se ejecuta en entornos forestales. Los machos se distinguen por tener cabezas de color rojo brillante, que a las hembras les faltará. Formarán lazos de pareja monógama de por vida y brindarán varios meses de cuidado a su descendencia. Es de notar que dicha descendencia se convertirá en, en orden, Dracorex, Stygimoloch, y finalmente en Pachycephalosaurus. Esto se debe a que los dos primeros fueron aceptados en el juego como, respectivamente, las formas juveniles y subadultos de los últimos.

### Dakotaraptor steini
Dakotaraptor steini es el carnívoro jugable más pequeño planeado para Saurian. Aunque solitario, Dakotaraptor formará "mobs" no organizados para derribar presas más grandes. Principalmente, sin embargo, Dakotaraptor se centrará en presas más pequeñas. Al carecer de resistencia, en su lugar se basa en tácticas de emboscada, que le permiten adelantar y contener rápidamente a la presa. Dakotaraptor utilizará la restricción de presas de rapaces (RPR). para restringir su comida, usando su "garra asesina" y su peso corporal para sujetar su comida mientras usa la boca para despacharla. Dakotaraptor será caníbal, con un cuidado parental muy limitado dado a la descendencia. Los juveniles jóvenes podrán trepar a los árboles y deslizarse para escapar de los depredadores, incluidos los Dakotaraptor más viejos. El comportamiento de Dakotaraptor está fuertemente inspirado en el de los dragones de Komodo (Varanus komodoensis), así como en el sitio fósil de Deinonychus, en el que se preservaron varios especímenes a lo largo de un Tenontosaurus. El lecho fósil original que Dakotaraptor fue encontrado en 2005, a saber, Bone Butte, Condado de Harding, Dakota del Sur, servirá como el mapa donde tendrá lugar el juego en Saurian.

### Anzu wyliei
Anzu wyliei es el gato de todos los oficios en el ecosistema de Hell Creek para Saurian. Como omnívoro, Anzu puede aprovechar la vegetación de alta calidad y las presas pequeñas, particularmente los huevos y las crías de otros dinosaurios. Los machos son más grandes y de colores mucho más brillantes que las hembras, lo que hace que ambos sexos ocupen un nicho ligeramente diferente el uno del otro. Si bien no es el dinosaurio más rápido en Hell Creek, la primera opción de Anzu para hacer frente a las amenazas es escapar. Anzu tiene una habilidad única: la capacidad de imitar las llamadas de otros dinosaurios en el ecosistema, una herramienta útil para atraer presas y farolear posibles amenazas.

### Ankylosaurus magniventris
Ankylosaurus magniventris es el herbívoro blindado de Hell Creek, que vive en gran medida una vida solitaria. Ankylosaurus es un animal muy territorial en el juego, y tolera a otros miembros de su especie solo durante la temporada de reproducción. Ankylosaurus también obtiene beneficios significativos al comer plantas específicas y, por lo tanto, debe extenderse ampliamente y defender las parcelas de follaje, no solo entre sí, sino también de otros herbívoros. Si bien los depredadores que no son Tyrannosaurus rara vez molestan a los adultos, los jóvenes anquilosaurios serán vulnerables a muchos depredadores de Hell Creek debido a que todavía están formando armaduras, y deben esconderse de los depredadores o buscar refugio en compañía de objetivos más intimidantes.

### Lista de fauna no jugable de Hell Creek
Además de los seis dinosaurios jugables, también hay varias criaturas no jugables nativas de la Formación Hell Creek, completas con inteligencia artificial, que pueden responder al entorno del juego y a las acciones del jugador. Los organismos fueron seleccionados sobre la base de estar en el tercio superior de la Formación Hell Creek, en la cúspide del evento de extinción K-Pg. La mayoría eran nativos de Dakota del Sur, ya que Saurian está situado en Bone Butte, un sitio fósil de Hell Creek en el condado de Harding.
- Acheroraptor temertyorum (Originalmente destinado a ser jugable)
- Anatosaurus annectens (fue candidato para uno de los dos nuevos jugables de gol de estiramiento)
- Avisaurus archibaldi (solo guía de campo)
- Axestemys splendida
- Basilemys sinuosa
- Borealosuchus sternbergii
- Brachychampsa montana
- Brodavis baileyi
- Casterolimulus kletti
- Cedrobaena brinkman (solo guía de campo)
- Chamops segnis
- Champsosaurus sp.
- Cimolopteryx maxima (solo guía de campo)
- Denversaurus schlessmani (fue candidato para uno de los dos nuevos jugables de gol de estiramiento)
- Didelphodon vorax

- Gilmoremys lancensis (solo guía de campo)
- Habrosaurus dilatus
- Ischyrhiza avonicola (solo guía de campo)
- Judithemys backmani (solo guía de campo)
- Lepisosteus sp.
- Lonchidion selachos
- Melvius thomasi (solo guía de campo)
- Meniscoessus robustus

- Mosasaurus hoffmanni
- Myledaphus pustulosus (solo guía de campo)
- Opisthotriton kayi (solo guía de campo)
- Ornithomimus sedens (fue candidato para uno de los dos nuevos jugables de gol estirados)
- Orniturina
- Palaeobatrachus occidentalis (solo guía de campo)
- Palaeosaniwa canadensis
- Pectinodon bakkeri
- Potamornis skutchi (solo guía de campo)
- Quetzalcoatlus sp.
- Tectum scapherpeton (solo guía de campo)
- Thescelosaurus neglectus
- Thoracosaurus neocesariensis
- Toxochelys sp.

### Lista de fauna desechada
Durante el desarrollo del juego, se programó que aparecieran algunas especies de fauna en el juego, pero fueron descartadas debido a razones técnicas o paleontológicas.
- Alamosaurus sanjuanensis
- Obamadon gracilis
- Leptoceratops gracilis
- Trierarchuncus prairiensis

### Lista de flora
El ensamblaje floral de Saurian experimentó un proceso de reconstrucción similar al de la fauna; las aproximadamente 20 especies de plantas seleccionadas se recrearon a partir de fósiles y especímenes de biomas similares hoy en día, eran nativas de Hell Creek en 66 mda, y reflejan el espectro diverso de nichos ecológicos en el ecosistema costero del Maastrichtiense. La biota floral se organiza en seis biomas: bosque de secuoyas, pantano de cipreses, bosque de tierras altas, bosque de hoja ancha, pradera de helechos y playa.
- Bisonia niemi (hierba)
- Blechnum sp. (helecho duro)
- Cannabaceae sp. (hierba)
- Dryophyllum subfalcatum (nuez)
- Erlingdorfia montana (plátano/sicómoro)
- Equisetum sp. (colas de caballo)
- "Ficus" planicostata (laurel)
- Fokienopsis catenulata (conífera basal)
- Gingko adiantoides (ginkgo)
- Gleicheniaceae sp. (helechos bifurcados)
- Humulus sp. (lúpulo)
- Liriodendronites sp. (tulipanero basal/madera blanca)
- Marmarthia pearsonii (laurel)
- Metasequoia occidentalis (secoya del amanecer)
- Osmundaceae sp. (helecho real)
- Palaeoaster inquirenda (amapola)
- Platanitas marginata (plátano/sicómoro)
- Rosaceae sp. (hierba)
- Zingiberopsis sp. (hierba)
- "Ziziphus" fibrilosus (arbusto de espino amarillo)

## Desarrollo
Saurian fue concebido por Nick Turinetti durante su tiempo como moderador de la comunidad y probador de garantía de calidad para el juego Primal Carnage. Mientras estaba en esta posición, se encontró con algunos de los otros futuros miembros del equipo: Erin Summer, programador; Tom Parker, quien se convertiría en el diseñador y uno de los líderes de investigación de Saurian; y Jake Baardse, el futuro modelador de Saurian, estuvieron presentes en la comunidad de Primal Carnage. Alentaron al equipo de desarrollo de Primal Carnage a actualizar los modelos de dinosaurios del juego con el conocimiento científico actual; sin embargo, sus ideas no fueron bien recibidas. Esto, combinado con el hecho de que la estructura basada en el combate a muerte de Primal Carnage impidió que se implementaran varias de sus propias ideas, los hizo separarse para tratar de desarrollar su propio juego. Inicialmente, el equipo de desarrollo de Saurian trabajó en un juego llamado Project Crynosaurs, un juego que posiblemente habría incluido a los humanos como personajes jugables. Sin embargo, el 3 de noviembre de 2013, Saurian se separó oficialmente de Project Crynosaurs y comenzó a desarrollarse como su propia entidad. En este momento, también se distanció del juego Dinosaur Battlegrounds, que el equipo había considerado asociarse previamente.

### Desarrollo de planificación
Los diseños iniciales para Triceratops y Tyrannosaurus se revelaron en algún momento antes del 3 de noviembre de 2013. El 3 de noviembre de 2013, los modelos texturizados iniciales para Tyrannosaurus rex y Triceratops prorsus se revelaron en una publicación de Facebook, junto con el modelo inicial sin textura de Ankylosaurus magniventris y arte conceptual de su textura dibujada por Alex Lewko. Al día siguiente, el 4 de noviembre de 2013, las animaciones WIP para los modelos Tyrannosaurus y Triceratops se exhibieron en YouTube. Unos días después, el 6 de noviembre de 2013, como celebración para que la página de Facebook de Saurian alcanzara los 200 likes, se reveló el modelo inicial de Ankylosaurus completamente texturizado. Thescelosaurus fue el próximo animal en ser revelado, presentado y presentado como un modelo completamente texturizado, el 19 de diciembre de 2013, junto con animaciones de velocidad. El 18 de noviembre de 2014, el equipo de desarrollo anunció su reclutamiento de RJ Palmer como artista conceptual, y mostró una serie de piezas de arte conceptual que había creado para Saurian, incluidos varios conceptos de mosasaurio. Gran parte de este arte conceptual sería luego descartado y reelaborado por el propio RJ Palmer, especialmente el arte conceptual de Tyrannosaurus rex, Denversaurus y Pachycephalosaurus.
El 3 de diciembre de 2014, el primer videojuego pre-alfa de Saurian fue lanzado al público en general, mostrando Triceratops y Tyrannosaurus en un Hell Creek parcialmente restaurado. Al día siguiente, 4 de diciembre de 2014, el blog de noticias de juegos Kotaku lanzó un breve artículo sobre Saurian, que incorporó dichas imágenes y dio una descripción muy básica de la jugabilidad planificada. Poco después, Brian Switek de Dinologue, un blog basado en paleontología, se contactó con el equipo de desarrollo de Saurian para una entrevista, que se publicó el 12 de diciembre de 2014. En él, el equipo de Saurian expuso la premisa fundamental de su proyecto: la reconstrucción exacta del proyecto. dinosaurios en una reconstrucción precisa de Hell Creek, con mecánica de supervivencia. La entrevista también discutió algunas de las investigaciones que el equipo había realizado para hacer Saurian. Esto incluyó la colaboración con paleontólogos como Denver Fowler, Matt Wedel y Gregory Wilson, así como múltiples revisiones de la flora del juego debido a la nueva información basada en la investigación actual de Hell Creek. Esta entrevista también reveló que Tyrannosaurus y Triceratops son personajes jugables en Saurian.
Esto fue seguido por otra entrevista con David Orr del blog de dinosaurios Love in the Time of Chasmosaurs, publicado el 23 de diciembre de 2014. Se revelaron varias inspiraciones artísticas y atmosféricas detrás de Saurian, incluyendo All Yesterdays, la obra de Doug Henderso , y Prehistoric Beast de Phil Tippet. El Avatar de James Cameron y el King Kong de Peter Jackson también se revelaron como las principales influencias en términos de su expansión mundial. Videojuegos como Dark Souls, Skyrim y Red Dead Redemption se decía que también influyeron en el desarrollo de Saurian, aunque en una capacidad desconocida. Se reveló que Hell Creek fue elegido como el sitio del juego por varias razones. Primero, contenía una mezcla de animales famosos y carismáticos como Tyrannosaurus y Triceratops reconocibles para el público en general, así como animales menos conocidos. El hecho de que Hell Creek haya sido ampliamente estudiado y el corto período de tiempo registrado por él también fueron citados como factores para elegirlo, ya que esto permitió una mayor confianza al reconstruir el ecosistema de Hell Creek. Bryan Philips, el animador de Saurian, también reveló que programas como Big Cat Diary fueron influyentes en el diseño de movimiento de Saurian, al igual que su emuGerry La entrevista también contenía arte conceptual inédito de Quetzalcoatlus sp. por RJ Palmer, que fue lanzado en las redes sociales al día siguiente.
Acheroraptor fue objeto de burlas el 27 de febrero de 2015 en las redes sociales y el 3 de marzo de 2015 en el sitio web oficial de Saurian. En ambos casos, la famosa línea sobre "pavos de dos metros" de Parque Jurásico se usó para burlarse del dromaoesaurio, que se representaba con precisión en una silueta con plumas. Esto fue seguido por la revelación de su modelo totalmente texturizado y renderizado el 8 de abril de 2015, junto con algunas animaciones y el anuncio de que sería el primer personaje jugable implementado en el juego. Mientras tanto, el 21 de marzo de 2015, los desarrolladores anunciaron que los modelos de Tyrannosaurus en Saurian se basarían directamente en los especímenes BHI 3033(adulto), BMRP 2002.4.1 (subadulto) y MOR 6625 (juvenil). También explicaron que la transición de nicho entre las etapas juveniles de animales como Tyrannosaurus rex y sus etapas adultas, conocida como diferenciación ontogenética de nicho, sería un aspecto importante de la jugabilidad de Saurian.
Se reveló que Saurian estaba usando el Motor de Inteligencia Artificial RAIN de Rival {Theory} en una publicación de Facebook el 15 de abril de 2015.  En una entrevista con Sabrina del podcast de paleontología I Know Dino, publicado el 23 de septiembre de 2015, el programador de IA de Saurian Henry Meyers explicó que esto se usó para construir un sistema de IA basado en el aprendizaje automático, específicamente a través del aprendizaje de refuerzo.. Sin embargo, este enfoque era arriesgado debido a su estado relativamente inexplorado en el ámbito de los videojuegos. Este sistema finalmente se archivó a favor de métodos de programación de IA más tradicionales debido a la dificultad de garantizar que los dinosaurios de IA de aprendizaje reforzado se comportaran de manera consistente con sus comportamientos planeados. Además, los desarrolladores sintieron que, como una startup independiente, Urvogel Games necesitaba enfocarse en el desarrollo y no en la investigación de software para cumplir con el cronograma.  Esta decisión y razonamiento se anunció oficialmente en el sitio web de Saurian el 19 de septiembre de 2015, junto con un programa que se había utilizado en el desarrollo de la inteligencia artificial de aprendizaje para que el público pudiera experimentarlo por sí mismo. Sin embargo, Henry Meyers ha declarado su intención de volver a visitar este concepto en el futuro si Saurian demuestra ser un éxito comercial.
Se ofreció un adelanto de la jugabilidad de Acheroraptor cuando Saurian se presentó en Consenza Comics, una convención de cómics italiana, como parte de una exposición titulada "Dinosauri in Carne e Ossa" el 23 de abril de 2015.  Después de esto, el Del 4 al 5 de mayo, Pachycephalosaurus fue objeto de burlas a través de la silueta como el segundo personaje jugable en Saurian, acompañado de una cita sobre el animal de Roland Tembo de El mundo perdido: Parque Jurásico. El 11 de mayo de 2015, esto fue seguido por la revelación del arte conceptual por Christian Masnaghetti y RJ Palmer del actualmente desconocido alvarezsáurido de Hell Creek. Cerca de fin de mes, el 29 de mayo de 2015, una escultura de Quetzacoatlus sp. fue revelado durante un Q&A ilvestream, durante el cual RJ Palmer también continuó trabajando en arte conceptual para Saurian involucrando tanto a Acheroraptor como a Pachycephalosaurus. Este arte conceptual se lanzó oficialmente al público el 10 de junio de 2015, y marcó la primera vez que el concepto final de Pachycephalosaurus se había compartido con el público. 
El 6 de agosto de 2015, el equipo de desarrollo lanzó el arte conceptual en progreso para el ornitomímido de Hell Creek, que detalla las opciones de distribución de tegumentos y los diseños faciales. Esto fue seguido por el próximo rediseño del modelo Tyrannosaurus el 14 de agosto de 2015 a través de Facebook y Tumblr.  El arte conceptual para la nueva reconstrucción de Tyrannosaurus, pintado por RJ Palmer, se reveló el 24 de agosto de 2015 junto con la ciencia detrás de la reconstrucción en una transmisión en vivo organizada a través de Twitch. Esto fue seguido por el lanzamiento de una infografía el 25 de agosto de 2015 a través de Facebook que explicaba la ciencia detrás del rediseño y presentaba un modelo completo del nuevo Tyrannosaurus. Además, se realizó una publicación en el blog en el sitio web oficial de Saurian el 3 de septiembre de 2015, que contó con dicha infografía y también incluyó una versión animada del modelo renderizado. También incluyó una explicación más profunda de por qué habían decidido cambiar el modelo, así como una explicación más detallada de la ciencia detrás de los cambios que se habían realizado. 
El 5 de octubre de 2015, se reveló el arte conceptual completo para el ornitomímido de Hell Creek, que muestra adultos sexualmente dimórficos, así como un ornitomímido juvenil. Más tarde se demostró que estos diseños se basaron en un espécimen inédito de Ornithomimus, que se publicó el 28 de octubre de 2015. Este espécimen, que conservaba evidencia de plumas de la cola y tejidos blandos, se utilizó como referencia anatómica para la reconstrucción de la versión del ornithomímido de Hell Creek de Saurian. El 19 de octubre de 2015, el arte conceptual para todo el ciclo de vida del Tyrannosaurus desde la cría hasta el adulto, dibujado y pintado por RJ Palmer, se reveló en una transmisión en vivo y se publicó en las redes sociales al día siguiente el 20 de octubre de 2015. Esto fue seguido por el lanzamiento de una demostración de audio para Tyrannosaurus, en respuesta a las críticas de que el modelo actualizado no era lo suficientemente "aterrador". Esto se duplicó como la presentación pública del nuevo diseñador de sonido, Francisco Godinho, quien reemplazó a Dillon "Jheuloh" Gotham en esta capacidad y a Michael Ward como el compositor de Saurian.  En respuesta a las continuas quejas sobre el Tyrannosaurus y los sonidos relacionados, el equipo de desarrollo luego lanzó un video irónico llamado "Franzl Rex" el 5 de noviembre de 2015. Este presentó su modelo de Tyrannosaurus cantar una canción mientras un Triceratops movía la cabeza al son de la canción, aparentemente burlándose de aquellos que decían que la prueba de audio anterior no era adecuada para Tyrannosaurus.  Más tarde, el 27 de noviembre de 2015, la demostración de audio original de Tyrannosaurus se convirtió en el foco de un artículo de Brian Switek presentado en Nerdist, que describía la ciencia detrás de las vocalizaciones. 
El 30 de octubre de 2015, Dakotaraptor steini fue publicado por Robert DePalma.  Saurian publicó rápidamente el arte conceptual del animal por RJ Palmer en el sitio web de Saurian, y explicó el significado de la publicación a su audiencia. Dakotaraptor proporcionó competencia para subadultar el Tyrannosaurus , siendo de un tamaño similar y cazando la misma presa. Como resultado, basándose en una comparación con los ecosistemas modernos, la depredación intraguild se planteó como un componente de la relación entre Dakotaraptor y Tyrannosaurus. También se observó que Dakotaraptor se construyó para diferentes tácticas de caza que el subadulto Tyrannosaurus,ser más un depredador de emboscada que un depredador de persecución.  Más tarde se reveló que Nick Turinetti había sido consciente de la existencia de Dakotaraptor durante algunos meses antes. Sin embargo, habiendo jurado guardar el secreto, no había informado al resto del equipo, dejando la publicación del periódico como una sorpresa.  Mucho más tarde, el 8 de diciembre de 2015, Pachycephalosaurus fue objeto de burlas nuevamente, esta vez en forma de una plataforma de animación desnuda. 
El 13 de enero de 2016, el concepto final para Denversaurus por RJ Palmer fue lanzado al público.  Después de esto, el equipo de desarrollo abrió su Discord, una aplicación de mensajería de texto y chat de voz, para el público en general.  Esto fue acompañado dos días después, el 15 de enero de 2016, por el lanzamiento del arte conceptual completo para las etapas de la vida de Triceratops por parte de RJ Palmer, incluido un llamado "súper adulto" que representa a un individuo extremadamente viejo y desgastado.  Exactamente un mes después, el 15 de febrero de 2016, el arte conceptual oficial de Pachycephalosaurus y el modelo completamente texturizado se revelaron al público simultáneamente a través de las redes sociales. Quince días después, el 3 de marzo de 2016, se burló de un modelo nuevo y actualizado para Ankylosaurus a través de las redes sociales, que la paleontóloga y experta en anquilosaurios Victoria Megan Arbor desempeñó un papel clave para ayudar a diseñar. Debido a su aporte, el modelador Jake Baardse ha dicho que representa una de las restauraciones científicamente más rigurosas y actualizadas de Ankylosaurus en existencia. 
El 1 de abril de 2016, Dakotaraptor fue objeto de burlas como un nuevo personaje jugable. El 13 de abril de 2016, esto se confirmó oficialmente, y también se afirmó que Acheroraptor ya no sería jugable. Las razones detrás de esta decisión fueron dobles. Primero, todo el juego que ofrecía Acheroraptor podría lograrse a través del juvenil Dakotaraptor. En segundo lugar, la investigación sugiere que, incluso como adulto, Acheroraptor fue eclipsado por el follaje en Hell Creek. Esto significaba que, para mantener la fidelidad gráfica para los jugables en su conjunto, los requisitos mínimos del sistema para Saurian tendrían que incrementarse significativamente, un camino que los desarrolladores deseaban evitar. La entrada del blog en el sitio web de Saurian en la que se explicó esto también transmitió otras noticias importantes. Se revelaron los modelos en curso tanto para el Tyrannosaurus subadulto como para la cría , así como cuatro muestras de sonido de Dakotaraptor. Además, los desarrolladores anunciaron que el mapa de juego de Saurian se basa en un sitio muy específico dentro de Hell Creek conocido como Bone Butte. Finalmente, revelaron que se lanzaría una campaña de Kickstarter en la segunda mitad de mayo.